# Pseudophoenix
Genre
Classification phylogénétique
Espèces de rang inférieur
- Pseudophoenix ekmanii
- Pseudophoenix lediniana
- Pseudophoenix sargentii
- Pseudophoenix vinifera

Pseudophoenix est un genre de plantes de la famille des Arecaceae (les palmiers) natif des Caraïbes. Il contient les espèces suivantes :
- Pseudophoenix ekmanii
- Pseudophoenix lediniana
- Pseudophoenix sargentii
- Pseudophoenix vinifera

## Liens externes

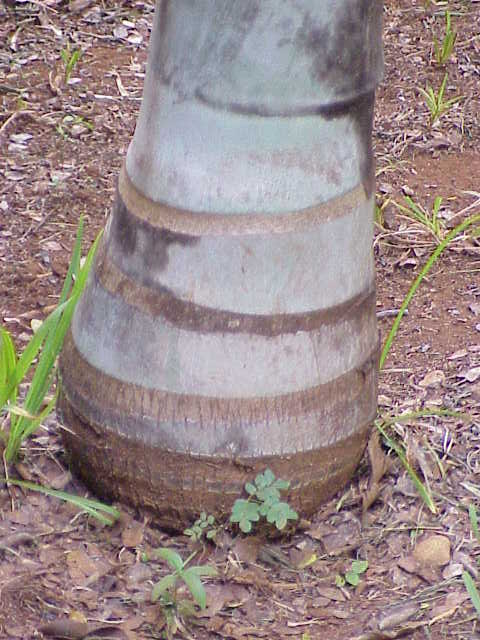
Base du stipe d'un Pseudophoenix sargentii.

## Classification
- Famille : Arecaceae
  - Sous-famille : Ceroxyloideae
    - Tribu : Cyclospatheae